# Begonia salaziensis
Begonia salaziensis ist eine seltene Pflanzenart aus der Familie der Schiefblattgewächse (Begoniaceae). Sie kommt auf Mauritius und Réunion vor.

## Beschreibung
Begonia salaziensis ist ein Strauch, der Wuchshöhen von 2,4 Meter erreicht. Der Stamm ist verzweigt und glatt. Bei den jungen Individuen ist die Rinde grün, bei den ausgewachsenen silbrig braun. Die Äste sind gerade oder gewölbt. Die sommergrünen Nebenblätter sind lanzettlich bis eiförmig, 1,5 bis 4,5 Zentimeter lang und 0,5 bis 1 Zentimeter breit. Die grünen, haarlosen Blattstiele sind 2,5 bis 11 Zentimeter lang. Die leuchtend grünen, haarlosen Laubblätter sind asymmetrisch, eiförmig, 7 bis 16 Zentimeter lang und 3,5 bis 10,5 Zentimeter breit. Der Scheitel der Sprossachse ist allmählich zugespitzt. Der Blattgrund ist herzförmig, der Blattrand ist ganzrandig und die Blattadern zeigen ein handförmiges Muster. 
Sie sind einhäusig getrenntgeschlechtig (monözisch). Der achselständige, zymöse Blütenstand trägt bis zu 15 Blüten. Die sommergrünen, eiförmigen Tragblätter sind 10 bis 15 Millimeter lang und 6 bis 10 Millimeter breit. Sowohl die männlichen als auch die weiblichen Blüten besitzen vier weiße Blütenhüllblätter. Bei den männlichen Blüten ist das äußere Blütenhüllblattpaar fast rund, das innere eiförmig bis elliptisch. In den männlichen Blüten gibt 15 bis 18 Staubblätter, die symmetrisch angeordnet sind. Die Staubfäden vereinigen sich an der Basis. Bei den weiblichen Blüten sind keine Vorblätter vorhanden. Beide Blütenhüllblattpaare sind breit eiförmig bis fast rund. Der unterständige Fruchtknoten ist gelblich grün. Die drei Griffel sind einmalig verzweigt. Die Narben bestehen aus einem spiralförmigen Band. 
Die beerenförmigen bis ellipsoiden Kapselfrüchte sind leuchtend orange. Sie sind flügellos, haben drei Kammern, werden 5 bis 10 mm lang und 2,5 bis 6 mm breit. Die Samenträger sind wandständig und zweiteilig.

## Vorkommen und Lebensraum
Das Typusexemplar von Begonia salaziensis wurde 1837 auf Réunion gesammelt. Gegenwärtig existiert dort noch eine unbekannte Anzahl von Individuen in wenigen Waldresten. Auf Mauritius war die Art ursprünglich am Vulkan Trou Kanaka verbreitet, wo sie heute aber vermutlich ausgestorben ist. Ein Exemplar ist aus der Region bei Bel Ombre bekannt. Begonia salaziensis kommt in montanen tropischen Regenwäldern zwischen Wasserfällen vor. Der Strauch wächst auf Humusböden, auf feuchten Felsen oder in Felsspalten.

## Status
Begonia salaziensis ist durch invasive Pflanzenarten weitgehend aus ihren Lebensräumen verdrängt worden. Die genaue Anzahl in der Wildnis ist unbekannt, die IUCN geht von einem Bestand von weniger als 50 Exemplaren aus und stuft die Art als „vom Aussterben bedroht“ ein. 1986 rief die Botanikerin Wendy Strahm ein Ex-Situ-Erhaltungsprogramm für Begonia salaziensis ins Leben. Samen wurden an die Universität Wageningen geschickt und Pflanzen, die daraus herangezogen wurden, blühten nach 16 Monaten. Seit 1987 werden von Wageningen aus Samen an nordamerikanische und europäische Kollektionen verteilt. Exemplare dieser Art befinden sich unter anderem im Botanischen Garten Flora in Köln.